# Geschichte des Kantons Bern
Die Geschichte des Kantons Bern behandelt die Geschichte des heutigen Kantons Bern, der durch die Mediationsakte von 1803 als einer der Rechtsnachfolger der Stadt und Republik Bern entstand.

## Mediation und Restauration
Nachdem die helvetische Einheitsrepublik 1802 im Stecklikrieg untergegangen war, hielt die Mediationsakte von 1803 die Selbständigkeit der Waadt und des Aargaus aufrecht, vereinte dagegen wieder das Oberland mit Bern und gab dem Kanton, der vor 1798 ein Aggregat der verschiedenartigsten Bestandteile mit mannigfaltigen Lokal- und Partikularrechten gewesen war, seine gegenwärtige Einheit.

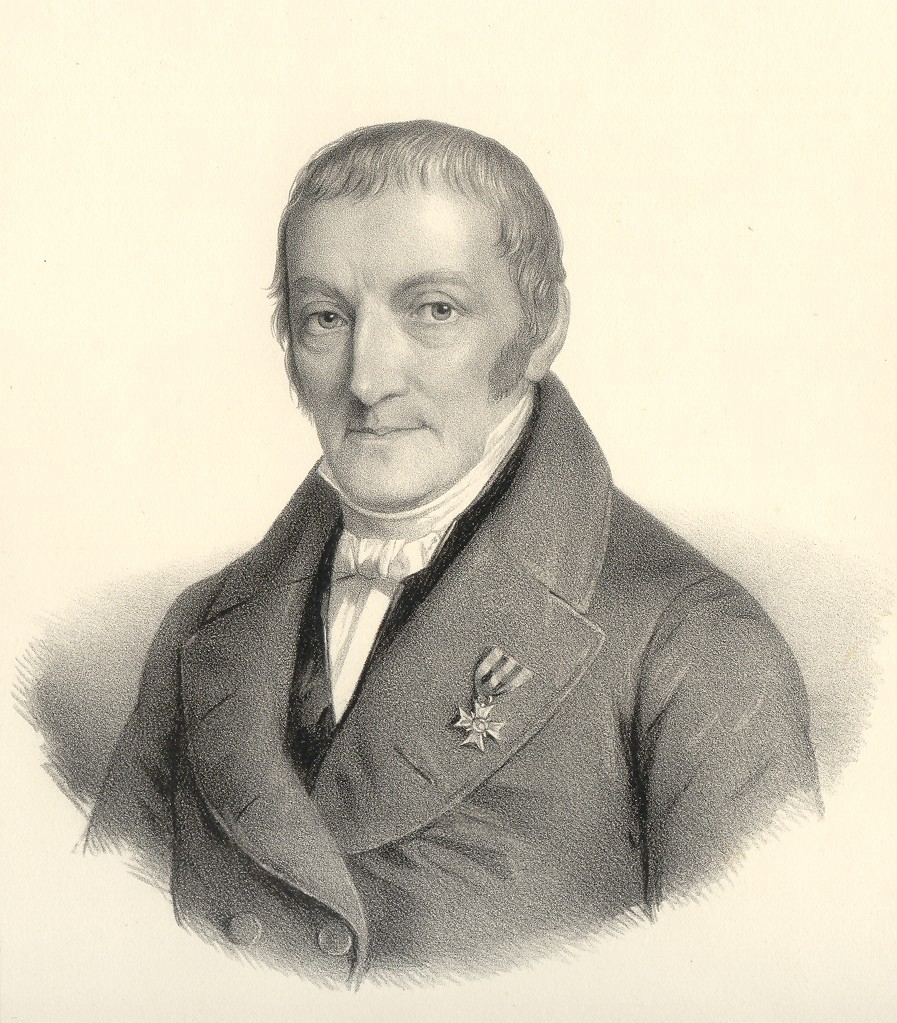
Karl Ludwig von Haller

Am 23. Dezember 1813 erklärte die Regierung unter dem Druck Österreichs die Mediationsverfassung für aufgehoben und legte ihre Gewalt in die Hände des patrizischen Rats von 1798 nieder, der sofort seine Souveränität auch über Waadt und Aargau geltend zu machen suchte. Allein diese Ansprüche scheiterten an dem entschiedenen Widerstand jener Kantone und an der Einsicht der Mächte. Dagegen erhielt Bern vom Wiener Kongress als Entschädigung den grössten Teil des ehemaligen Fürstbistums Basel (Berner Jura). Im Innern wurde die alte Verfassung hergestellt mit der Milderung, dass das Bürgerrecht der Stadt geöffnet und dem Rate der Zweihundert 99 Vertreter der Landschaft hinzugefügt wurden (21. September 1815). Es begann die nach einem Werk des Berner Staatswissenschaftlers Karl Ludwig von Haller benannte Restaurationszeit.

## Die liberale Verfassung von 1831

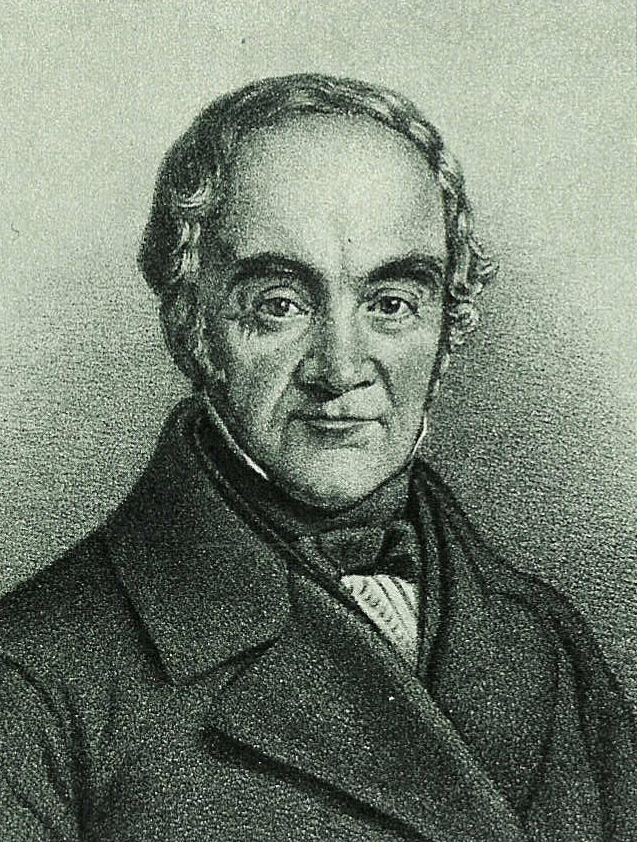
Emanuel Friedrich von Fischer

Die Julirevolution von 1830 gab auch in Bern den Anstoss zur demokratischen Umgestaltung des Staatswesens. Auf das stürmische Verlangen einer am 10. Januar 1831 zu Münsingen abgehaltenen Volksversammlung berief der Grosse Rat unter dem letzten Schultheissen Emanuel Friedrich von Fischer einen Verfassungsrat von 240 Mitgliedern, der nach der Volkszahl von den Gemeinden gewählt wurde und vom bekannten Pädagogen Philipp Emanuel von Fellenberg präsidiert wurde. Die neue, am 31. Juli angenommene Verfassung hob die Vorrechte der Stadt gänzlich auf und setzte proportionale Vertretung im Grossen Rat fest, dessen Wahl jedoch indirekt durch Wahlmänner erfolgte. Die gestürzten Patrizier trugen sich eine Zeitlang mit gewaltsamen Umsturzplänen, deren Entdeckung im August 1832 einen Prozess herbeiführte, welcher ihren Einfluss vollkommen brach.

## Radikaler Liberalismus
1834 wurde die Universität Bern gegründet. Der Beitritt Berns zu den Beschlüssen der Badener Konferenz erregte im katholischen Jura 1836 eine heftige Gärung, die von Frankreich geschürt wurde und zur Zurücknahme der Badener Artikel führte. Allmählich trat gegen die von den Gebrüdern Schnell aus Burgdorf und später von Karl Neuhaus geleitete liberale Regierung unter dem Einfluss der an der Hochschule wirkenden deutschen Flüchtlinge Ludwig Snell und Wilhelm Snell eine radikale Opposition auf, welche 1846 eine Revision des Grundgesetzes bewirkte.
Die neue, am 31. Juli 1846 angenommene Verfassung beseitigte das indirekte Wahlsystem samt den letzten Wahlbeschränkungen, setzte die Mitgliederzahl der Regierung von 17 auf 9 herab, gab dem Volk das Recht, den Grossen Rat abzuberufen, führte Geschworenengerichte ein und sah den Loskauf der Zehnten und Bodenzinsen vor. In die neue Regierung gelangten die Führer der Radikalen, der Freischarenführer Ulrich Ochsenbein und Jakob Stämpfli, Wilhelm Snells Schwiegersohn. Ein heftiger Gegner der Radikalen war der Pfarrer und Schriftsteller Albert Bitzius alias Jeremias Gotthelf.

## Bundesstadt

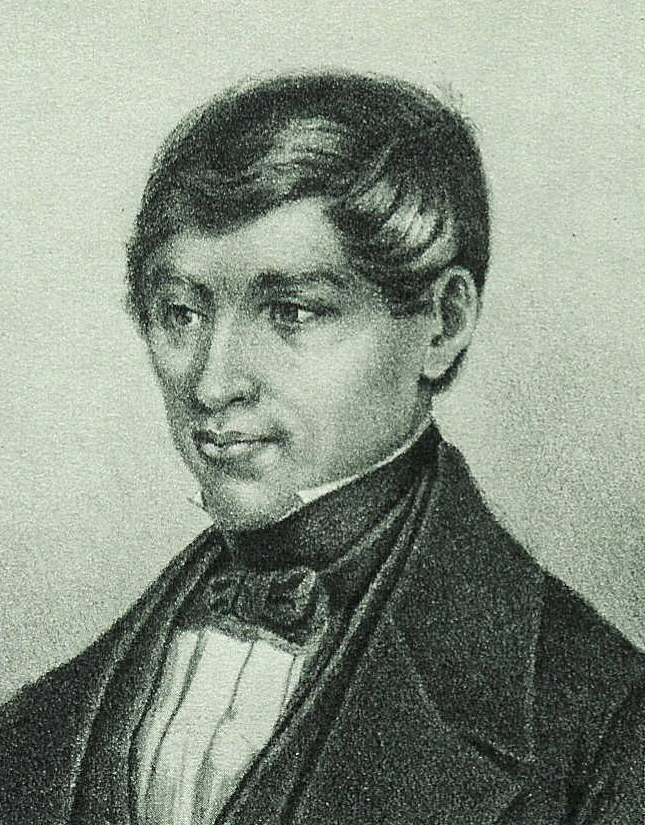
Eduard Blösch

Am 28. November 1848 wurde Bern zur Bundesstadt erhoben. Mittlerweile hatte sich den Radikalen gegenüber eine grosse konservative Partei gebildet, welche bei den Wahlen im Mai 1850 die Oberhand gewann und die Regierung mit ihren Häuptern, Eduard Blösch, Bendicht Straub u. a., besetzte. Die reaktionären Schritte der Konservativen (Entfernung freisinniger Lehrer, Erlass eines strengen Pressegesetzes) bewirkten, dass schon 1854 Radikale und Konservative sich bei den Grossratswahlen die Waage hielten, worauf durch einen Kompromiss die Führer beider Parteien in die Regierung gewählt wurden. Bei den späteren Neuwahlen wurde die konservative Partei immer schwächer und zuletzt ganz aus der Regierung gedrängt, woraufhin auch ihre Schöpfungen, z. B. das Pressegesetz usw., fielen.

## Die Verfassungsreform von 1869 und der Kulturkampf
Durch eine vom Volk 4. Juli 1869 angenommene Partialrevision wurde das obligatorische Referendum über Gesetze, grössere Ausgaben und das vierjährige Budget eingeführt. Der Kanton Bern wurde vom Kulturkampf, der 1872 in der Schweiz ausbrach, besonders berührt. Als die Regierung nach der Amtsentsetzung des Bischofs Eugène Lachat den katholischen Geistlichen des Kantons jeden Verkehr mit demselben untersagte, kündigten 97 Geistliche aus dem Jura, dem katholischen Landesteil Berns, in einer Zuschrift an die Regierung dieser den Gehorsam auf, worauf sie, soweit sie Pfarrstellen bekleideten, gerichtlich derselben entsetzt wurden (September 1873).
Zugleich regelte ein Kirchengesetz, welches 18. Januar 1874 vom Volk mit ca. 70 000 gegen 17 000 Stimmen angenommen wurde, die Beziehungen zwischen Staat und Kirche, so dass Zivilstand, Ehe und Begräbnis bürgerlich geordnet, den Gemeinden die Pfarrwahlen übertragen und als höchste kirchliche Behörde für beide Konfessionen die Kantonsynoden eingesetzt wurden und jede bischöfliche Jurisdiktion von der Bewilligung der Regierung abhing.
Da nur die Altkatholiken sich den Bestimmungen dieses Gesetzes unterwarfen, während die Römisch-Katholischen erklärten, dasselbe niemals annehmen zu können, so gingen alle landeskirchlichen Privilegien, Staatsbesoldungen, Kirchen, Pfarrhäuser und das Kirchenvermögen an die nun Christkatholische Kirche genannte altkatholische Kirche über, während sich die Römischen Katholiken in die Stellung eines Privatvereins gedrängt sahen. An der Universität Bern wurde im November 1874 eine katholisch-theologische Fakultät errichtet, die einer lehramtsfreien Forschung und der Durchsetzung des Altkatholizismus dienen sollte.
Die Unruhen im Jura wurden durch Militär unterdrückt und die abgesetzten Geistlichen ihrer Agitation wegen aus den jurassischen Amtsbezirken ausgewiesen. Da jedoch der Bundesrat auf den Rekurs der Betroffenen hin diese Ausweisung für ungesetzlich erklärte und die Bundesversammlung ihm beistimmte, musste die bernische Regierung das Ausweisungsdekret am 6. November 1875 zurücknehmen; sicherte sich aber vorher durch das Kultuspolizeigesetz vom 14. September gegen neue Ausschreitungen.
Da indes die Subventionierung der Jura- und Bern-Luzern-Bahn, der Rückkauf der letztern, als sie zum Konkurs kam (Januar 1877), sowie andere bedeutende Ausgaben den Staat mit Schulden überhäuften und die Staatsrechnung Jahr für Jahr bedeutende Defizits aufwies, entstand Unzufriedenheit im Volke gegen die herrschenden Persönlichkeiten, und dasselbe versagte dem vierjährigen Budget am 27. August 1877 seine Genehmigung.

Albert Bitzius (1835–1882)

Bei den Neuwahlen zum Grossen Rat Ende Mai 1878 behielt zwar die radikale Partei die Oberhand, die Regierung aber wurde fast völlig neu bestellt, u. a. durch Jeremias Gotthelfs Sohn Albert Bitzius junior. Zugleich traten auch die kirchlichen Angelegenheiten in eine neue Phase, indem die Römischen Katholiken sich dem Kultusgesetz unterwarfen, wogegen der Grosse Rat die abgesetzten Geistlichen für wieder wählbar erklärte. Im März 1879 beteiligten sich die Ultramontanen bei den Erneuerungswahlen der Geistlichen und siegten in vielen Gemeinden, doch sicherte die Regierung den altkatholischen Minderheiten die Mitbenutzung der Kirchen.
Zur Ordnung der Finanzen erliess der Grosse Rat ein Stempelsteuergesetz und ein Gesetz, betreffend die Vereinfachung des Staatshaushalts, welche das Volk 2. Mai 1880 genehmigte, obschon ihm durch das letztere das bisherige Recht der Budgetbewilligung entzogen wurde. Dadurch sowie durch eine vorteilhafte Konversion der Staatsschuld gelang es der neuen Regierung, die Ära des Defizits zu schliessen.

## Die gescheiterte Verfassungsrevision von 1885
Die seit einiger Zeit in der ganzen Schweiz bemerkliche rückläufige Strömung ermutigte die bernischen Konservativen 1883 zu einem erneuten Sturm auf das liberal-radikale Regiment. Sie konstituierten sich als sogenannte Volkspartei, bemächtigten sich der schon seit Jahren schwebenden Frage einer Revision der Verfassung von 1846 und sammelten die zum Verlangen einer Volksabstimmung nötigen Unterschriften. Da nun auch die radikalen Wortführer und Organe sich für die Revision Aussprachen, wurde dieselbe in der Volksabstimmung vom 3. Juni mit grosser Mehrheit beschlossen und einem besonderen Verfassungsrat übertragen.
Die Wahlen zu diesem fielen jedoch zu Ungunsten der Volkspartei aus, indem zwei Drittel der Gewählten den Radikalen angehörten. Der Verfassungsrat, dem u. a. der Grindelwalder Pfarrer Gottfried Strasser angehörte, begann sein Werk am 3. September 1883 und beendete es am 28. November 1884. Das neue Grundgesetz sollte namentlich Reformen im Gemeinde- und Armenwesen bringen und bestimmte die Erträgnisse der Bürgergüter, die bis dahin ausschliesslich den Korporationen der Burgergemeinden zugutekamen, für die Bedürfnisse der Gesamtgemeinden, wurde aber am 1. März 1885 mit 55 612 gegen 31 547 Stimmen vom Volk abgelehnt.

## Von 1893 bis zur Gegenwart
1893 wurde eine neue Staatsverfassung angenommen. Mit dem Bau des Flusskraftwerkes Hagneck begann 1898 die Elektrisierung durch die Bernische Kraftwerke AG, und 1913 mit der Eröffnung des Lötschbergtunnels der Betrieb der Bern-Lötschberg-Simplon-Bahn. Der technische Fortschritt wurde 1914 in Bern mit der Schweizerischen Landesausstellung gefeiert.
Am 24. November 1917 schlug Rudolf Minger im Bierhübeli die Gründung einer Bauernpartei vor. Diese erfolgte im Jahre 1918 unter dem Namen Bauern-, Gewerbe- und Bürgerpartei (BGB). Die Vorläuferin der Schweizerischen Volkspartei SVP profitierte vom bald darauf eingeführten Proporzwahlsystem, das erstmals 1922 bei den Wahlen zum Kantonsparlament zur Anwendung kam, und war dann jahrzehntelang die eigentliche bernische Staatspartei.
Erst 1968, wenige Jahre vor der Einführung des nationalen Frauenstimmrechts am 7. Februar 1971, wurde das Frauenstimmrecht auf Gemeindeebene eingeführt; das kantonale Stimmrecht folgte am 12. Dezember 1971. Nach mehreren Plebisziten in den 1970er Jahren kam es 1979 zur Loslösung des Kantons Jura. 1994 wechselte das Laufental zum Kanton Basel-Landschaft und 1996 die Gemeinde Vellerat zum Kanton Jura.
1984 wurde der Kanton von der Berner Finanzaffäre erschüttert, nachdem der Revisor Rudolf Hafner als Whistleblower unter anderem die gesetzeswidrige Zweckentfremdung von SEVA-Lotteriegeldern aufgedeckt hatte. Im Zuge der anschliessenden Umwälzungen in der politischen Landschaft gelangte 1986 mit Leni Robert erstmals eine Frau in den Regierungsrat, und am 1. Januar 1995 wurde eine neue Kantonsverfassung in Kraft gesetzt.
1962 wurde die erste Autobahnstrecke eröffnet, nämlich das Teilstück der A1  zwischen Bern und Schönbühl, 1962 bis 1973 wurde die zweite Juragewässerkorrektion durchgeführt (die erste war von 1868 bis 1891 erfolgt), 1972 das Kernkraftwerk Mühleberg in Betrieb genommen und 1999 mit dem Bau des Lötschberg-Basistunnels der Neuen Eisenbahn-Alpentransversale NEAT begonnen, die 2007 in Betrieb genommen wurde.